# Einsatzfahrzeug
Einsatzfahrzeuge sind speziell ausgerüstete Fahrzeuge zu Lande, zu Wasser und in der Luft.

## Kennzeichnung
Einsatzfahrzeuge in Europa sind meist (außer es handelt sich um zivile Einsatzfahrzeuge) mit einer blauen Rundumkennleuchte („Blaulicht“) oder blauen Rundum-Strahlern und einem Folgetonhorn („Martinshorn“) ausgestattet, um gegenüber anderen Verkehrsteilnehmern im Straßenverkehr Wegerechte signalisieren zu können (in Deutschland gilt § 38 Straßenverkehrsordnung StVO).
In anderen Ländern sind Einsatzfahrzeuge auch mit andersfarbigen, zum Beispiel mit roten, gelben, weißen oder blauen Rundumkennleuchten und einer Sirene ausgestattet, beispielsweise in Asien und Nordamerika.
Das Fahrzeug selbst ist je nach Verwendung durch die jeweilige Einsatzorganisation ausgerüstet und ausgestattet. Das kann ein normaler Pkw oder Lkw sein. Es kann aber ganz speziell für den Rettungsdienst, die Feuerwehr, den Katastrophenschutz oder die Polizei ausgerüstet sein.
Im Regelfall tragen Einsatzfahrzeuge eine einheitliche und gut wiedererkennbare farbliche Kennzeichnung, möglichst in Warnfarben. Diese Fahrzeuge erkennt man auch außen an Farbe oder Aufschriften. Speziell bei hellen Fahrzeugen sind oft zusätzliche Streifen mit einer roten oder orangefarbenen Tagesleuchtfarbe zur besseren Sichtbarkeit angebracht.

### Deutschland
Sie gehören in Deutschland einer Hilfsorganisation oder einer besonderen Behörde an. Ihnen werden Sonder- und Wegerechte eingeräumt, wenn diese zur Erfüllung eines Auftrages notwendig und erforderlich ist.
Zivilstreifen fahren ebenfalls mit Einsatzfahrzeugen, die aber erst im Einsatz selbst als solche kenntlich gemacht werden.

#### Rotes Blinklicht, Leuchtschrift und „Yelp“-Sirene
Die Fahrzeuge der Polizei dürfen in Deutschland zum Zweck des sicheren Anhaltens anderer Verkehrsteilnehmer mit nach vorn gerichteten Kennleuchten für rotes Blinklicht mit nur einer Hauptausstrahlrichtung (optisches Anhaltesignal, § 22a Abs. 1 Nr. 11a i. V. m. § 52 Abs. 3a Nr. 1 StVZO) und mit Signalgebern für rote leuchtende Laufschrift in Spiegelschrift (§ 52 Abs. 3a Nr. 2 und 3 StVZO) ausgestattet werden. Mit der Leuchtschrift kann z. B. „Stopp Polizei“ (z. B. in Hessen) angezeigt werden. Es darf entweder nur rotes oder nur blaues Blinklicht verwendet werden; ein gleichzeitiger Einsatz ist nicht erlaubt (§ 52 Abs. 3a S. 3StVZO). Rotes Blinklicht ist in Österreich und der Schweiz nicht vorgesehen, eine rote Leuchtschrift kann aber montiert sein.
Die in Deutschland mit roten Blinkleuchten ausgestatteten Einsatzfahrzeuge dürfen zusätzlich einen auf- und abschwellenden Anhalteton „Yelp“ (§ 22a Abs. 1 Nr. 19a StVZO in Verbindung mit § 55 Abs. 3a StVZO) abgeben. Die Heulsirene („Yelp“ – zu Deutsch „Jaulen“) ersetzt also nicht das klassische Martinshorn mit Blaulicht, sondern ergänzt dieses für Anhaltevorgänge. Das neue Tonsignal darf nur in Verbindung mit dem roten Blinklicht verwendet werden (§ 55 Abs. 3a S. 2 StVZO). Auch dürfen Martinshorn und Heulsirene nicht zusammen betrieben werden; dies muss technisch sichergestellt sein (§ 55 Abs. 3a S. 3 StVZO).
Zusätzlich dürfen in Deutschland an mehrspurigen Einsatzfahrzeugen Kennleuchten für blaues Blinklicht mit einer Hauptabstrahlrichtung nach vorne oder hinten zur Ergänzung der Sichtbarkeit des blauen Rundumlichtes angebracht sein.

#### Bedeutung der Signale
- Blaues Blinklicht zusammen mit Martinshorn: Freie Bahn! (Rettungsgasse muss nach § 11 Abs. 2 StVO bereits bei Schrittgeschwindigkeit freigemacht werden)
- Blaues Blinklicht allein: Warnung vor Gefahrenstelle
- Rote Leuchtschrift und rotes Blinklicht, auch zusammen mit Heulsirene: Anhalten!
- Gelbes Blinklicht allein: Warnung vor Gefahrenstelle
- Gelbes, synchrones Blinklicht als Heckwarnsystem: Absicherung einer Einsatzstelle

#### Rechte
Nach den gesetzlichen Bestimmungen haben Einsatzfahrzeuge im Einsatz gewisse Sonderrechte gemäß § 35 StVO. Stets hat ein anderer Straßenverkehrsteilnehmer dafür sorgen, dass Einsatzfahrzeuge im Einsatz bevorzugt die Verkehrswege passieren können, sofern diese "blaues Blinklicht zusammen mit dem Einsatzhorn" eingeschaltet haben. Hat jedoch ein Einsatzfahrzeug weder Blaulicht noch Folgetonhorn oder nur Blaulicht allein eingeschaltet, so besitzt es kein Wegerecht, kann jedoch trotzdem Sonderrechte in Anspruch nehmen, wenn die Bedingungen laut Gesetz dafür erfüllt sind (z. B. um sich einem Tatort zu nähern, wenn die dort noch vermuteten Straftäter nicht gewarnt werden sollen).

#### Verwendung der Signale
In Deutschland ist in der StVO durch Ausschlussbestimmungen geregelt, wann Signale benutzt werden dürfen:
Blaues Blinklicht zusammen mit dem Einsatzhorn darf nur verwendet werden, wenn höchste Eile geboten ist, um
- Menschenleben zu retten,
- schwere gesundheitliche Schäden abzuwenden,
- eine Gefahr für die öffentliche Sicherheit und Ordnung abzuwenden,
- flüchtige Personen zu verfolgen,
- bedeutende Sachwerte zu erhalten.

Blaues Blinklicht allein darf nur verwendet werden, wenn das Fahrzeug dies führen darf und
- um vor Unfall- oder sonstigen Einsatzstellen zu warnen oder
- es bei Einsatzfahrten,
- bei der Begleitung von Fahrzeugen oder von geschlossenen Verbänden nötig ist.

Gelbes Heckblinklicht:

Zur Absicherung von Einsatzorten und Einsatzfahrzeugen dürfen in Deutschland Polizeifahrzeuge, Einsatz- und Kommandofahrzeuge der Feuerwehren, des Katastrophenschutzes und des Rettungsdienstes sowie Krankenwagen mit sogenannten Heckwarnsystemen (§ 52 Abs. 11 StVZO) zusätzlich zum blauen Rundumlicht ausgerüstet werden, welches aus maximal drei Paar horizontal nach hinten strahlenden Leuchten für gelbes, synchrones Blinklicht bestehen darf. Es muss unabhängig von der übrigen Fahrzeugbeleuchtung eingeschaltet werden können und darf nur im Stand oder bei Schrittgeschwindigkeit betrieben werden.

### Österreich
Ein Einsatzfahrzeug ist in Österreich nach der StVO § 2 Abs. 25 „ein Fahrzeug, das auf Grund kraftfahrrechtlicher Vorschriften als Warnzeichen blaues Licht und Schallzeichen mit Aufeinanderfolge verschieden hoher Töne führt, für die Dauer der Verwendung eines dieser Signale.“
Es können auch zivile Fahrzeuge die Genehmigung bekommen, als Einsatzfahrzeug im Notfall deklariert zu werden. Dies trifft vor allem zu auf Ärzte im ländlichen Raum, wo andere Rettungsorganisationen eine längere Zufahrt haben, aber beispielsweise auch freipraktizierende Hebammen und Tierärzte. Die Fahrer dieser Zivilfahrzeuge genießen zwar die die Einsatzfahrt betreffenden gesetzlichen Vorteile, aber nicht z. B. Kfz-Steuer-Befreiung.
Auch im Zulassungsschein steht hier nicht die übliche Bezeichnung wie Lkw oder Pkw. Früher waren die Eintragungen meist Sonderfahrzeug, heute steht Feuerwehrfahrzeug oder Rettungsfahrzeug o. ä. Bei Ärzten, Hebammen etc. wird der Zulassungsschein hingegen nicht verändert. Sie bekommen einen Bescheid vom Landeshauptmann, den sie bei Einsatzfahrten mitführen und bei Aufforderung den Organen der Straßenaufsicht vorweisen müssen.

#### Rechte
In Österreich haben Einsatzfahrzeuge grundsätzlich – aber nur in Rahmen der im § 2 StVO gegebenen Einschränkung „für die Dauer der Verwendung der Signale“, also bei Einsatzfahrten – Vorrang (§ 26 StVO). Einsatzfahrzeuge dürfen auch bei rotem Licht in eine Kreuzung einfahren, der Lenker eines solchen, muss allerdings wie bei einer Stopptafel zuerst anhalten und sich vergewissern, dass er dadurch weder Menschen gefährdet noch Sachen beschädigt. Darüber hinaus haben Einsatzfahrzeuge in diesem Fall keinen Vorrang gegenüber Fahrzeugen im Querverkehr, die bei grünem Licht in die Kreuzung einfahren. In Österreich ist die Reihenfolge des Vorrangs bei gleichzeitigem Eintreffen von Einsatzfahrzeugen an einer Kreuzung folgendermaßen geregelt: Rettungsfahrzeuge – Feuerwehr – Sicherheitsdienste – sonstige Einsatzfahrzeuge. Im Zweifelsfall müssen sich die Lenker (durch Handzeichen) verständigen.
Im Einsatzfall sind alle Einsatzfahrzeuge von Autobahnvignette oder Maut befreit. Für Fahrten, die ohne Einsatzgrund erfolgen, also ohne eingeschalteten Blaulicht oder Folgetonhorn, sind Regelungen mit dem jeweiligen Straßenbetreiber zu beachten, wie beispielsweise mit der ASFINAG.
Speziell für Feuerwehrfahrzeuge besteht eine Ausnahme hinsichtlich der Lenkberechtigung. Mit einem Feuerwehrführerschein ist es möglich mit Fahrzeugen zu fahren, obwohl der zivile Führerschein dafür nicht gelten würde.

#### Verwendung der Signale
Die Signale sind Warnzeichen im Sinne § 22 StVO (laut § 2 StVO).
Das angebrachte Blaulicht muss nach § 15a Kraftfahrgesetz-Durchführungsverordnung 1967 Abs. 3 KFG-DV der ECE-Regelung 65 entsprechen.
Für Genehmigungen, ob ein Fahrzeug mit Blaulicht und/oder Folgeton ausgerüstet werden darf, ist der jeweilige Landeshauptmann zuständig. Das bedeutet, dass es sehr schwierig ist, eine österreichweite Genehmigung als Einsatzfahrzeug zu erhalten.
Einsatzfahrzeuge dürfen ihre Signale nur in bestimmten Situationen verwenden, die sich rechtlich in einzelnen unterscheiden können. In Österreich gilt folgendes:
- Nothilfe
- Gefahrenabwehr
- Nacheile oder Verfolgungsfahrt
- Staatsbesuche
- als geschlossener Verband im Straßenverkehr
- als Transportbegleitung

Da nicht jede Fahrt mit einem Einsatzfahrzeug eine Einsatzfahrt ist, die Fahrzeuge trotzdem aber in manchen Situationen besser abgesichert werden sollen, haben einige dieser Fahrzeuge auch zusätzlich eine gelbrote (orange) Rundumkennleuchte.

## Arten von Einsatzfahrzeugen
Einsatzfahrzeuge werden entsprechend ihrer Verwendung durch Behörden und Organisationen mit Sicherheitsaufgaben unter anderem eingeteilt in:
- Polizeifahrzeuge
- Feuerwehrfahrzeuge
- Rettungsfahrzeuge
- Unfallhilfsfahrzeuge
- Bergrettungsfahrzeuge

Luftkennungen (Zahlen und/oder Buchstaben auf dem Dach) sorgen für eine Erkennung aus der Luft und dienen dem gezielten Anruf per Funk durch Hubschrauber.

### Galerie deutscher Einsatzfahrzeuge

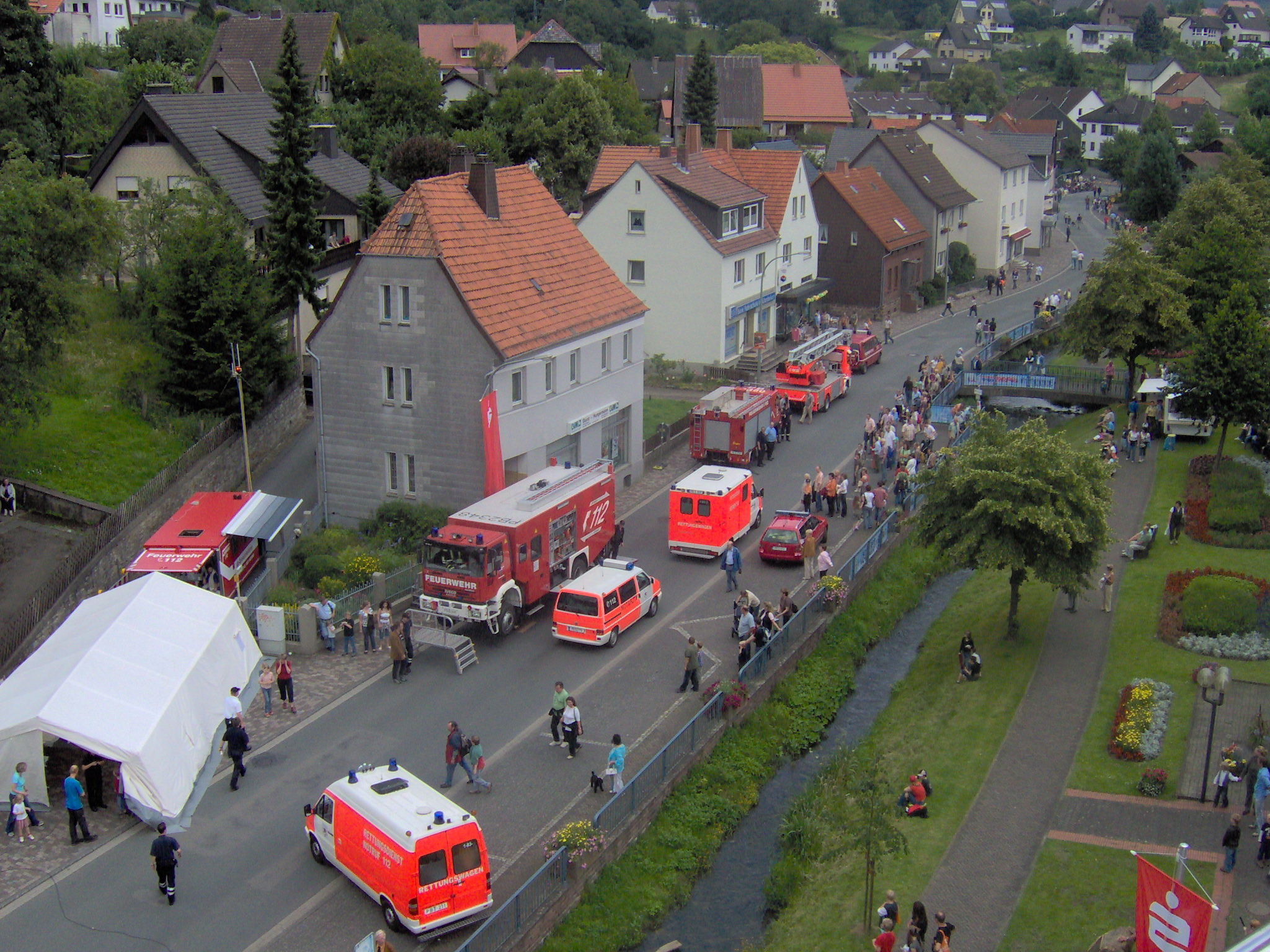
Verschiedene Einsatzfahrzeuge der Feuerwehr und des Rettungsdienstes
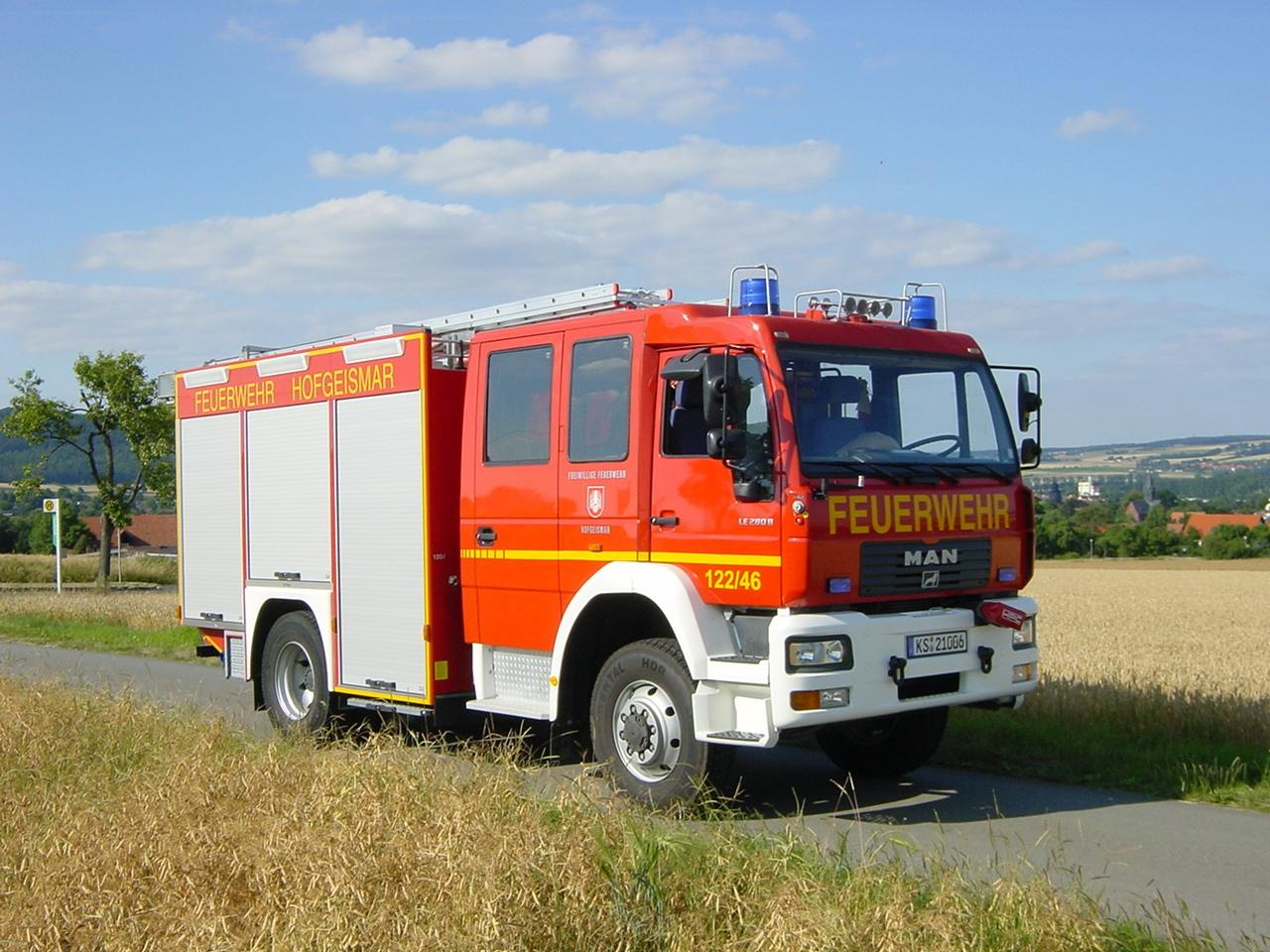
Feuerwehrfahrzeug (HLF 16/12)
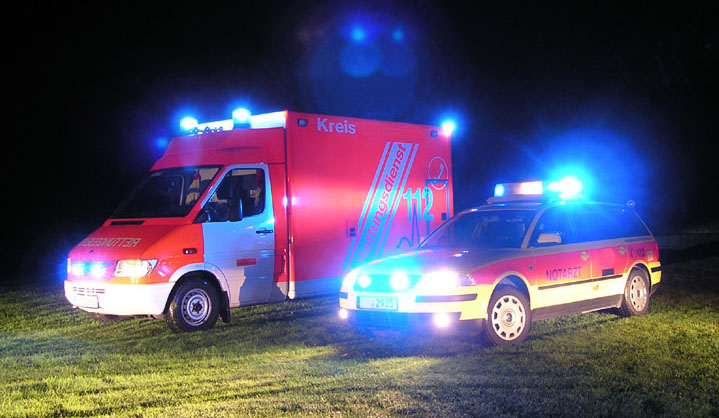
Rettungswagen (hinten) und Notarzteinsatzfahrzeug (vorne, Rettungsmittel)
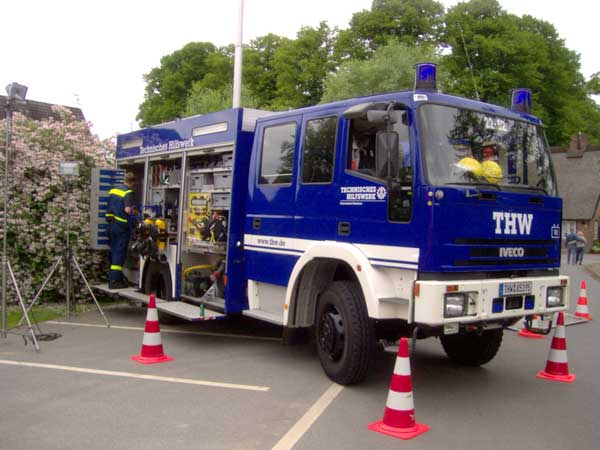
Fahrzeug des THW (Gerätekraftwagen)
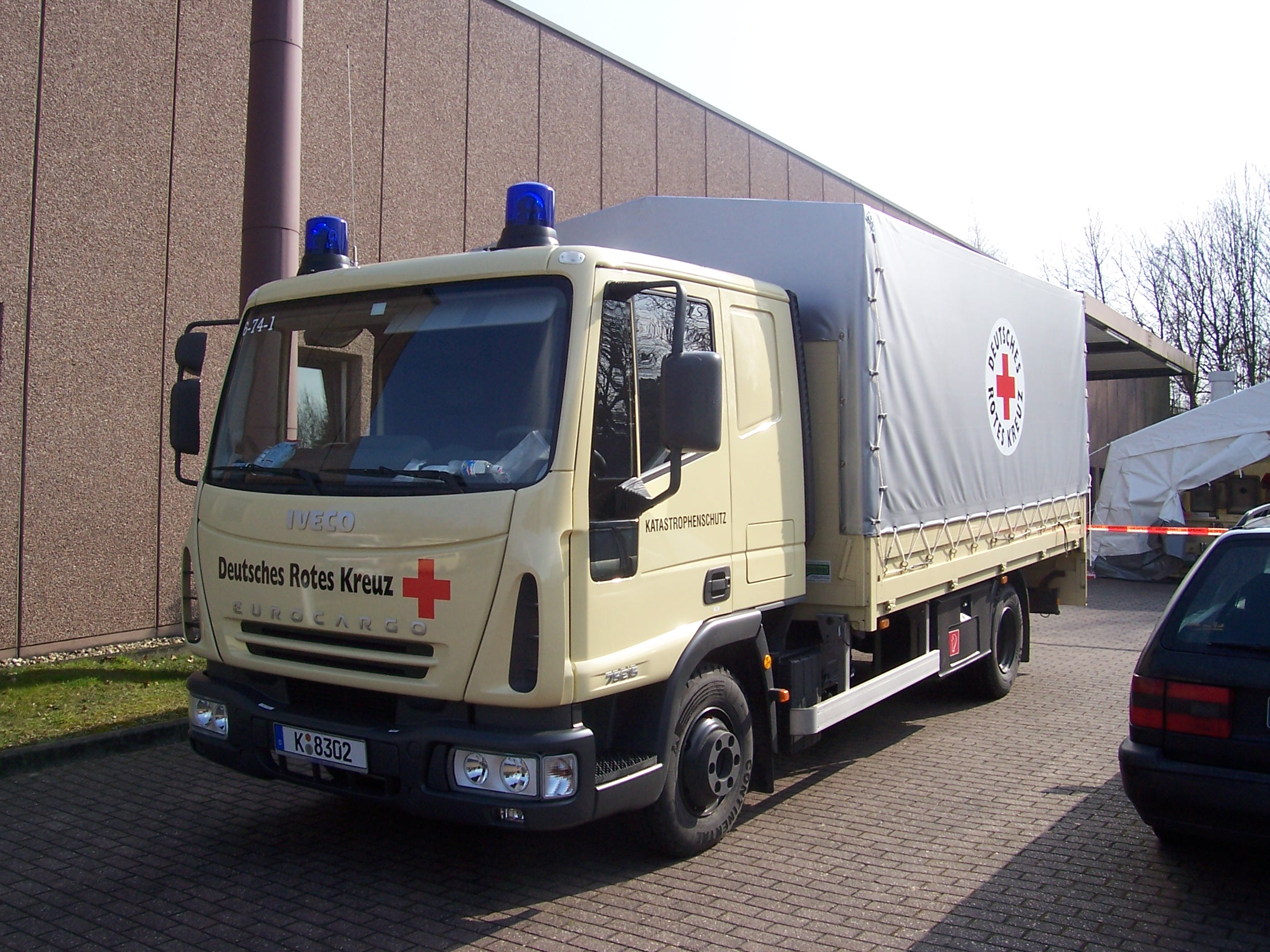
Fahrzeug des Katastrophenschutzes (Betreuungs- lastkraftwagen)
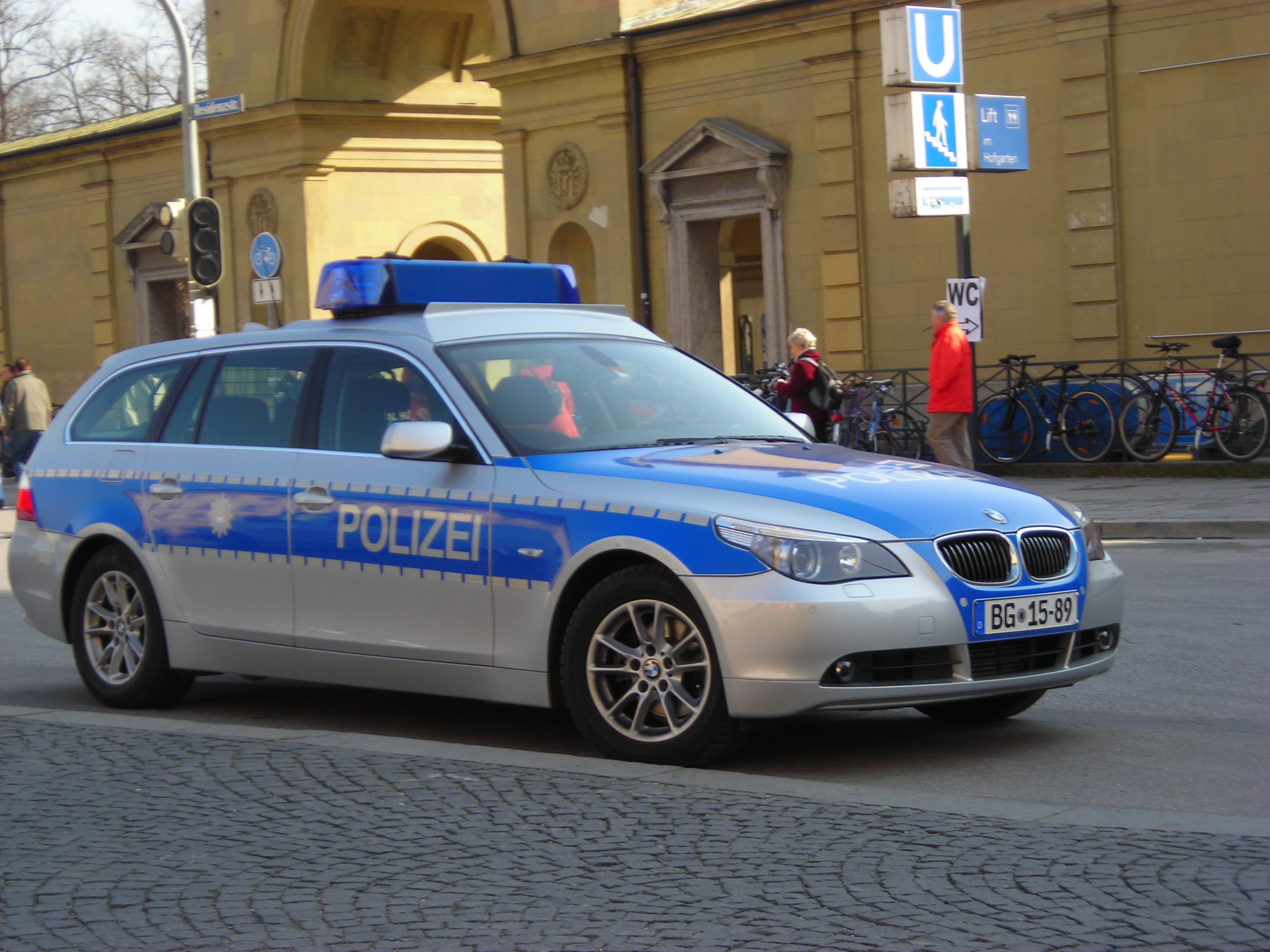
Streifenwagen der deutschen Bundespolizei mit altem Kennzeichen in blau-silberner Farbgebung
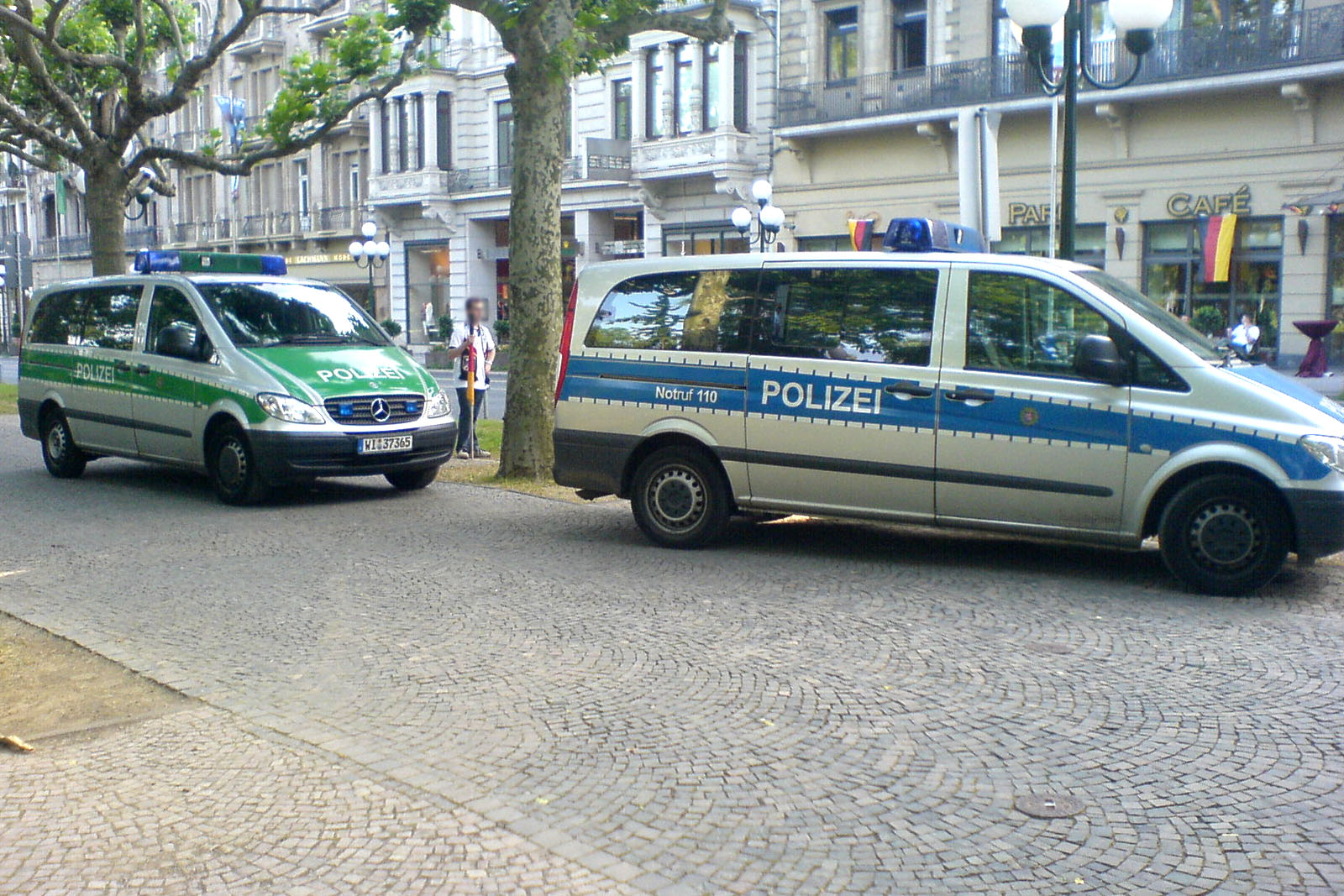
Polizeifahrzeuge der Hessischen Polizei in grün-silberner und blau-silberner Farbgebung
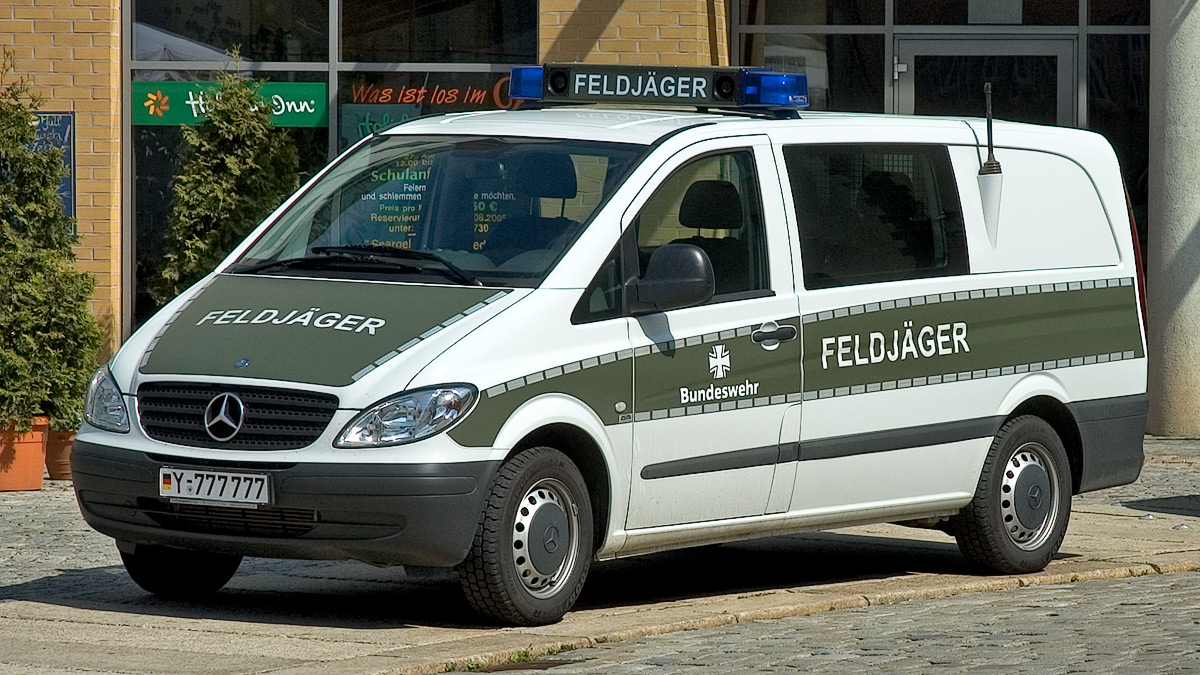
Fahrzeug der Feldjägertruppe in neuer Farbgebung
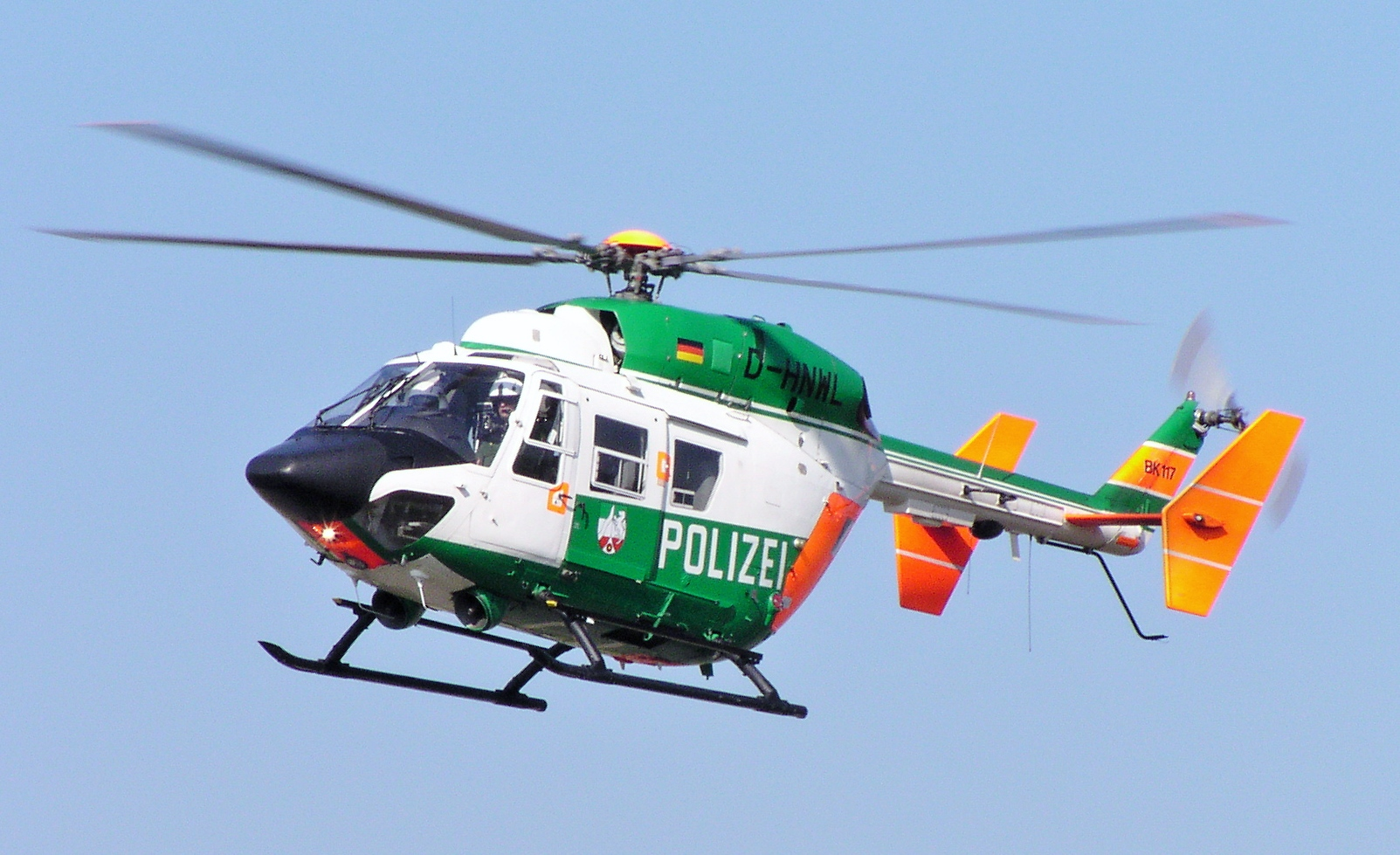
Polizeihubschrauber
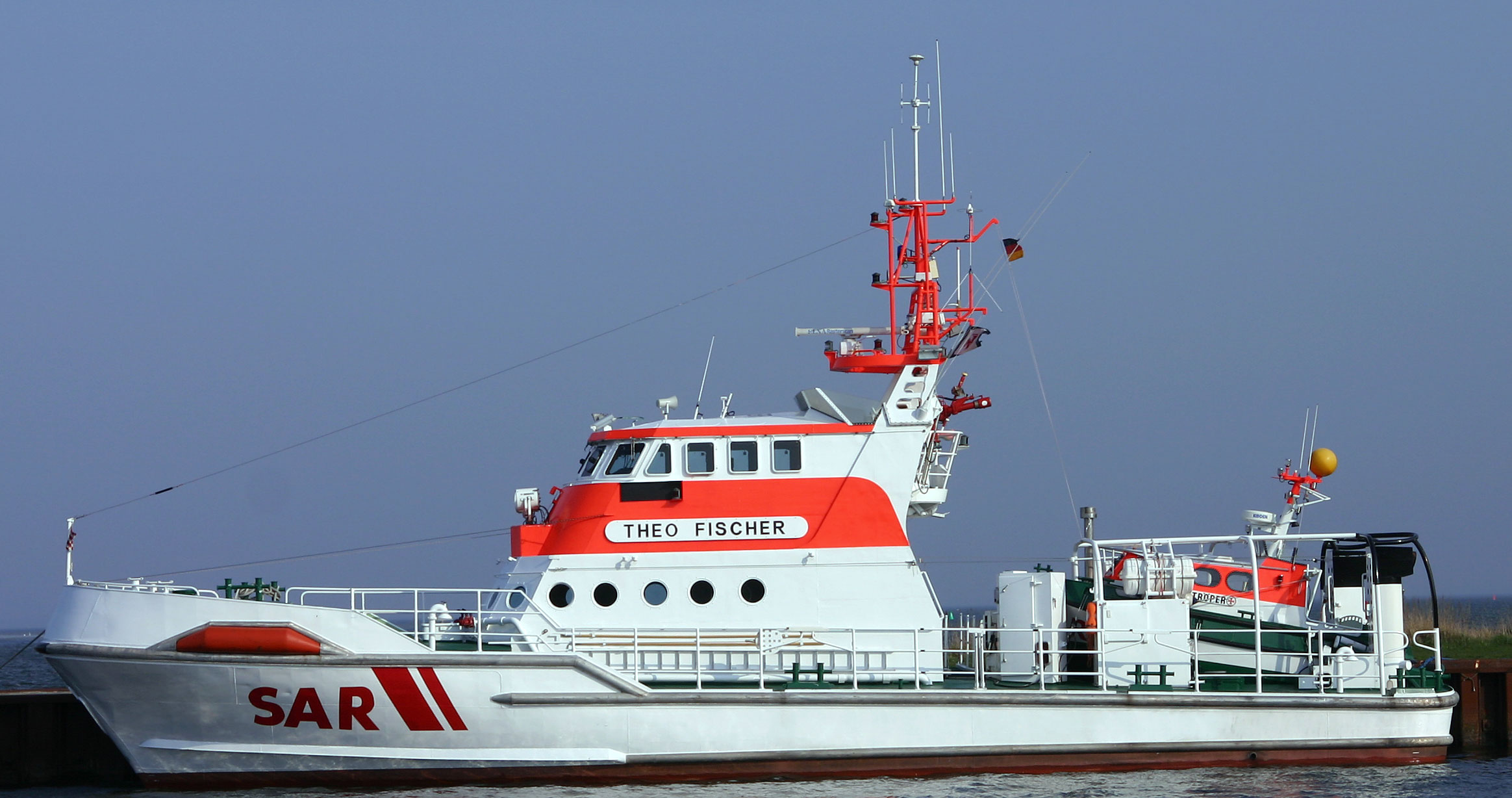
Seenotrettungskreuzer Theo Fischer
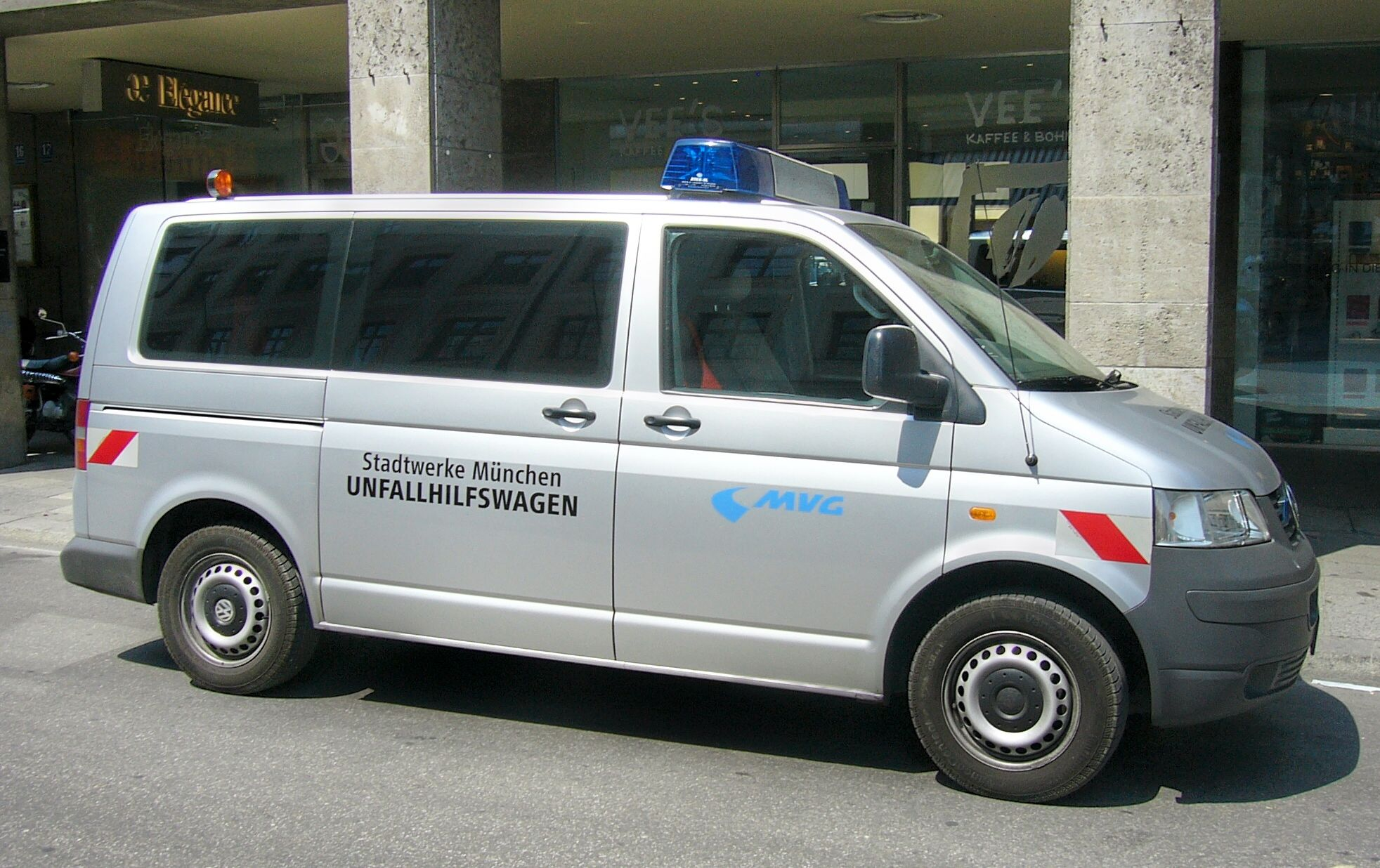
Unfallhilfswagen für Straßenbahnen der Münchner Verkehrsbetriebe
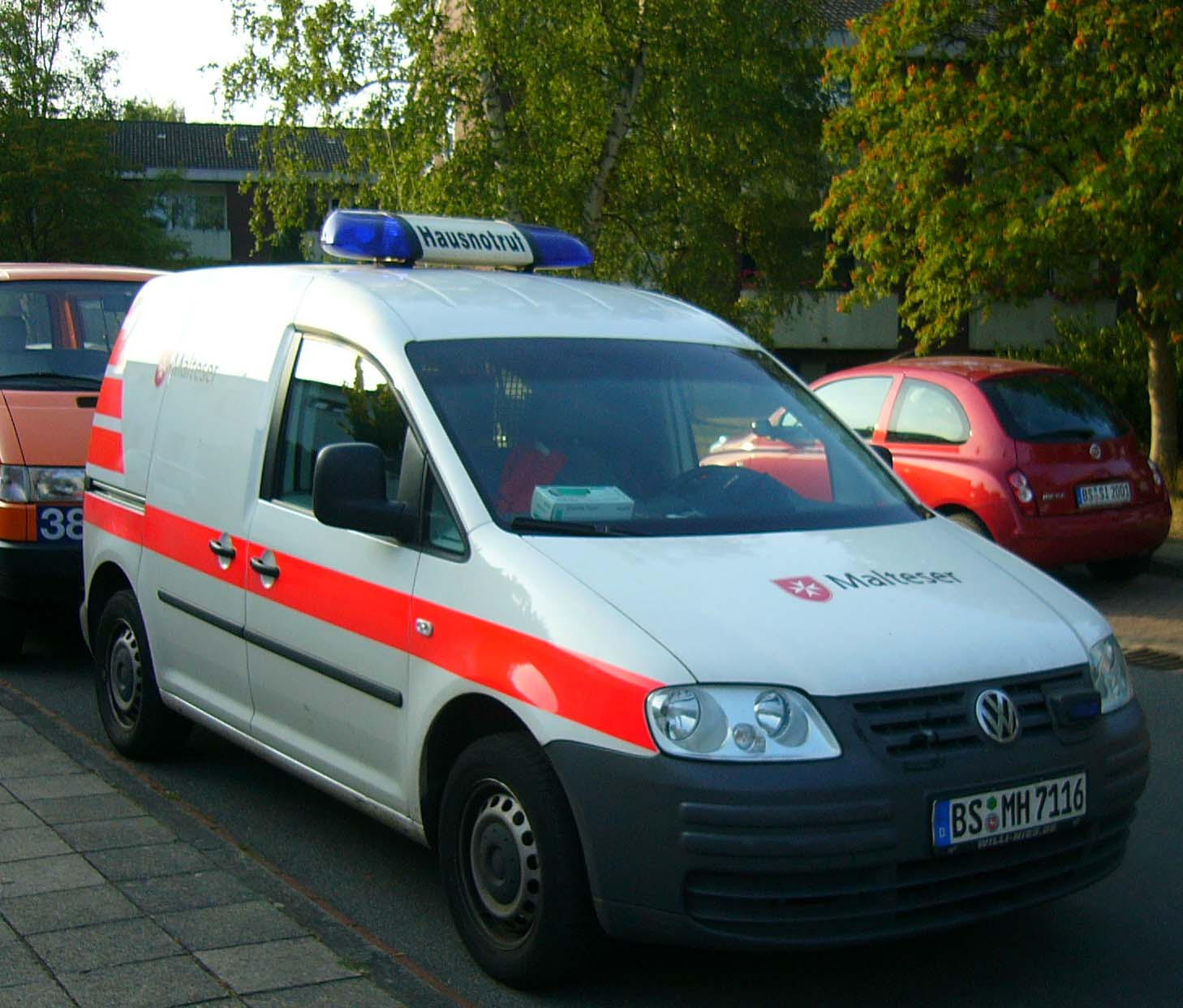
Hausnotruffahrzeug
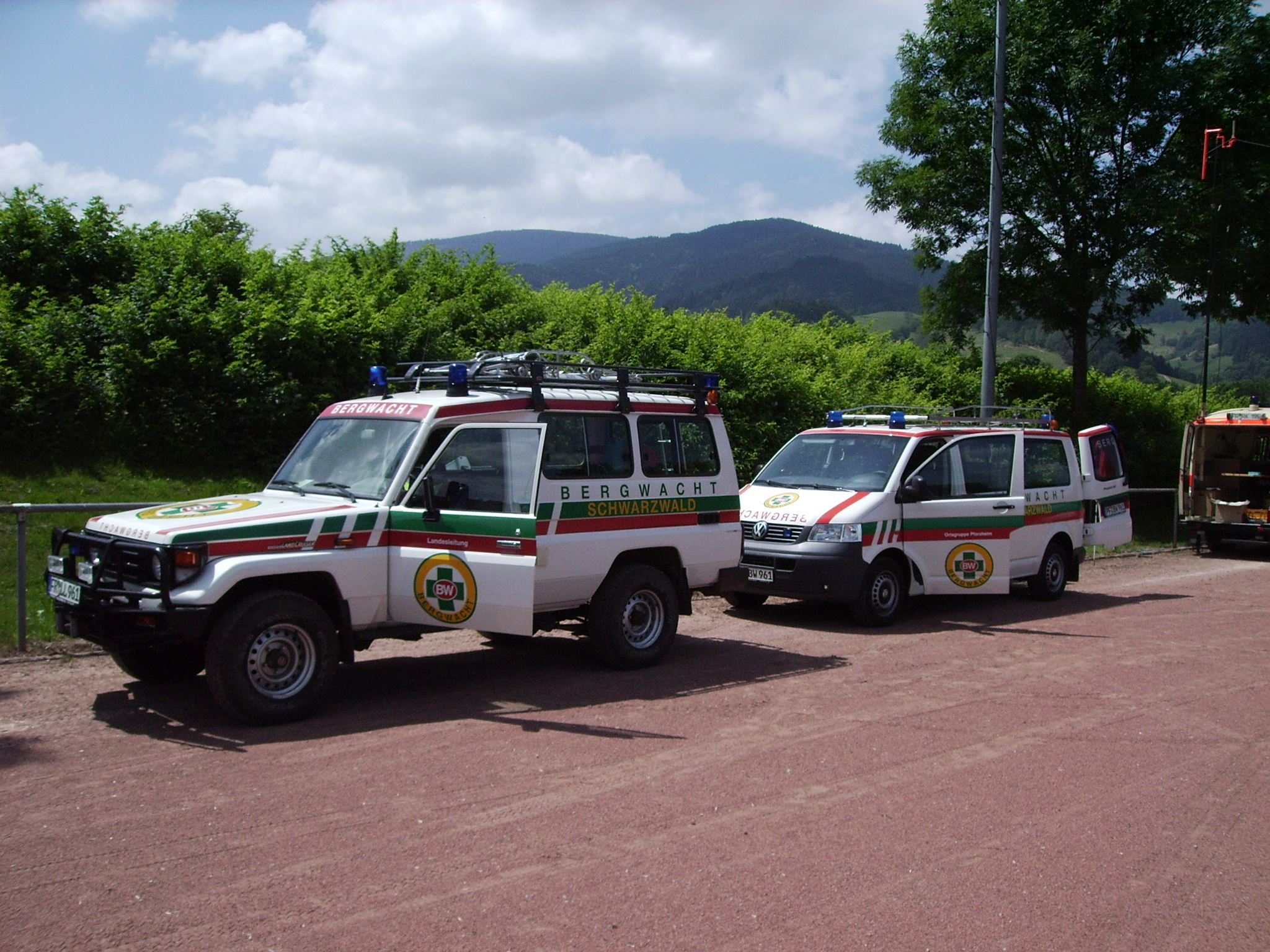
Bergrettungsfahrzeuge der Bergwacht Schwarzwald
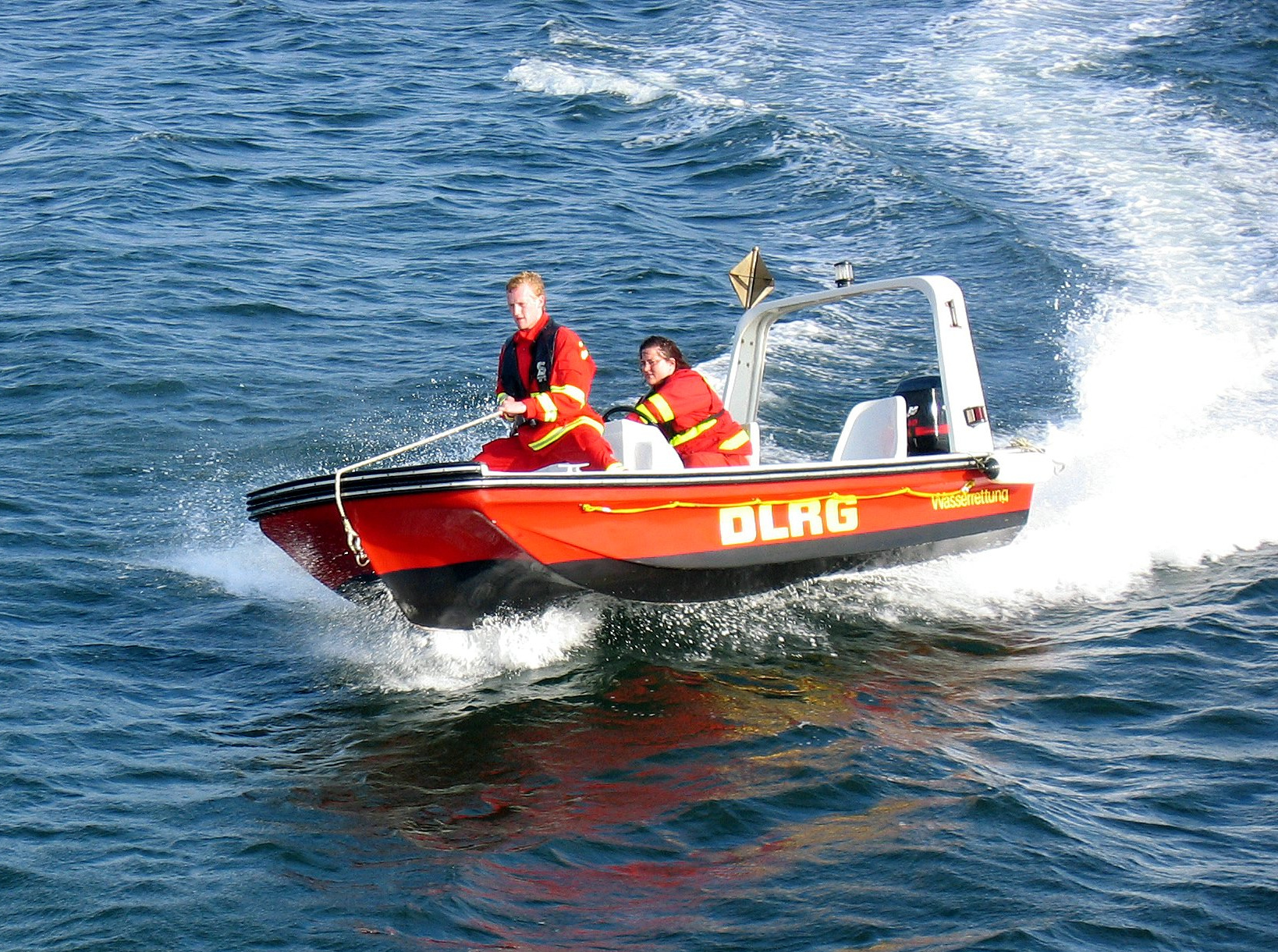
Motorrettungsboot
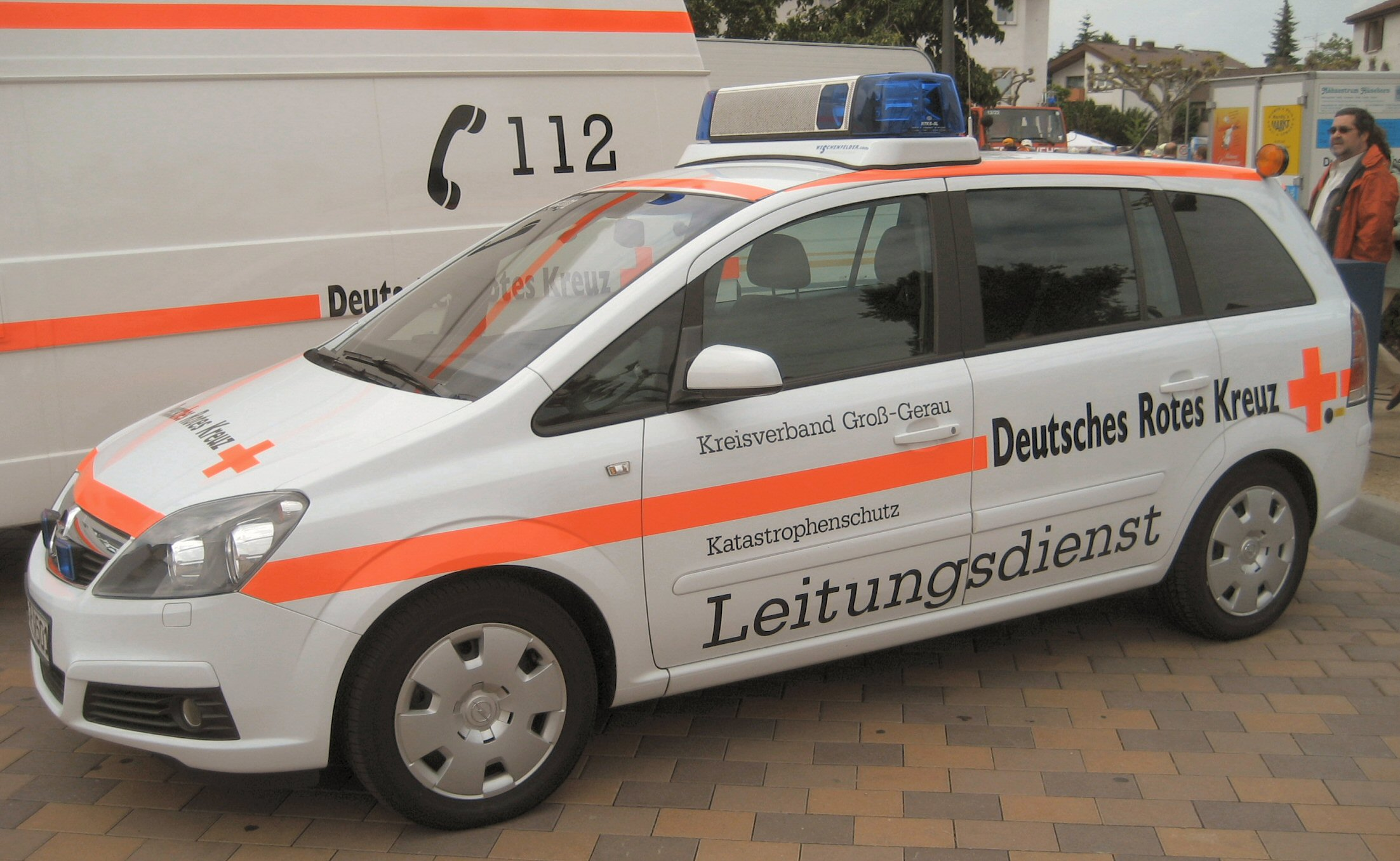
Kommandowagen
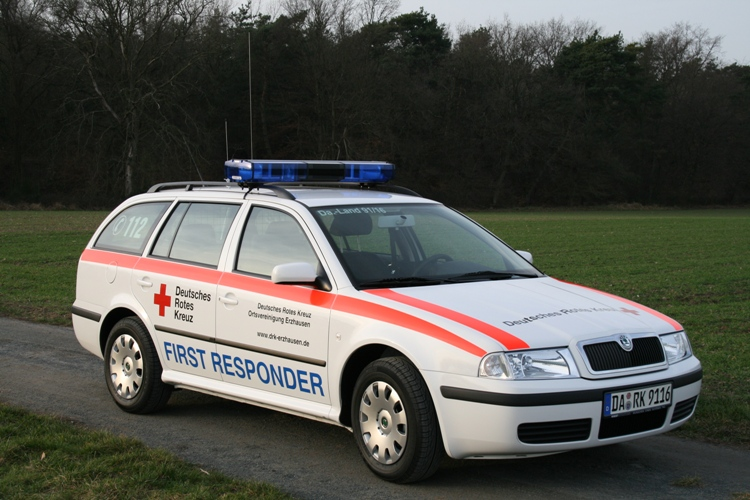
First Responder
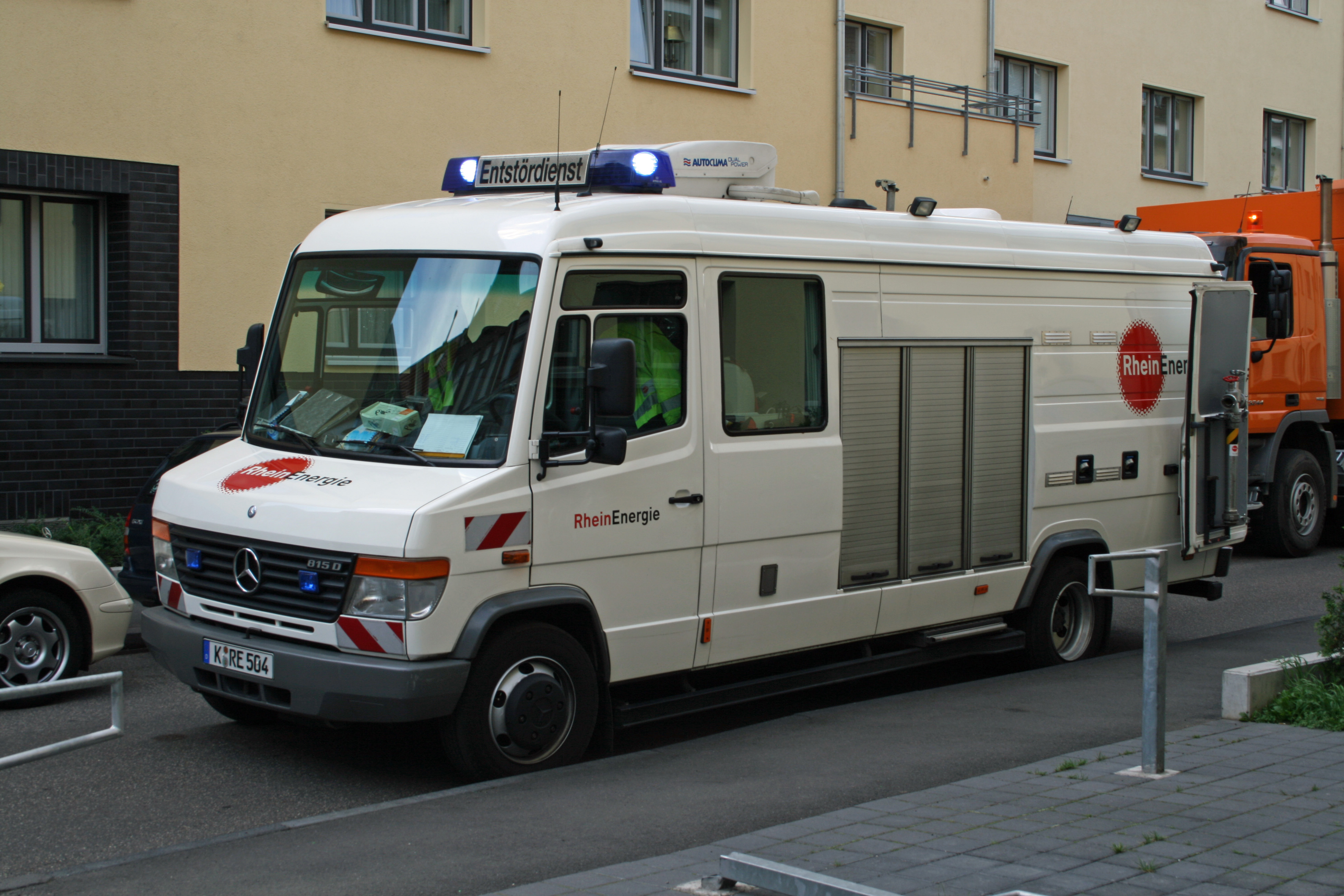
Entstörfahrzeug eines regionalen Energieversorgungs- unternehmens
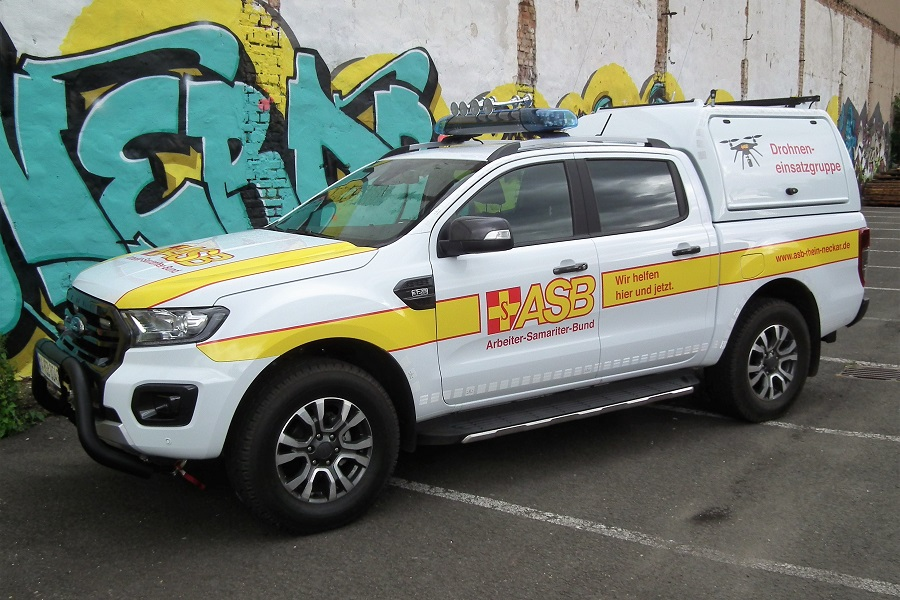
Einsatzfahrzeug einer Drohneneinsatzgruppe des ASB
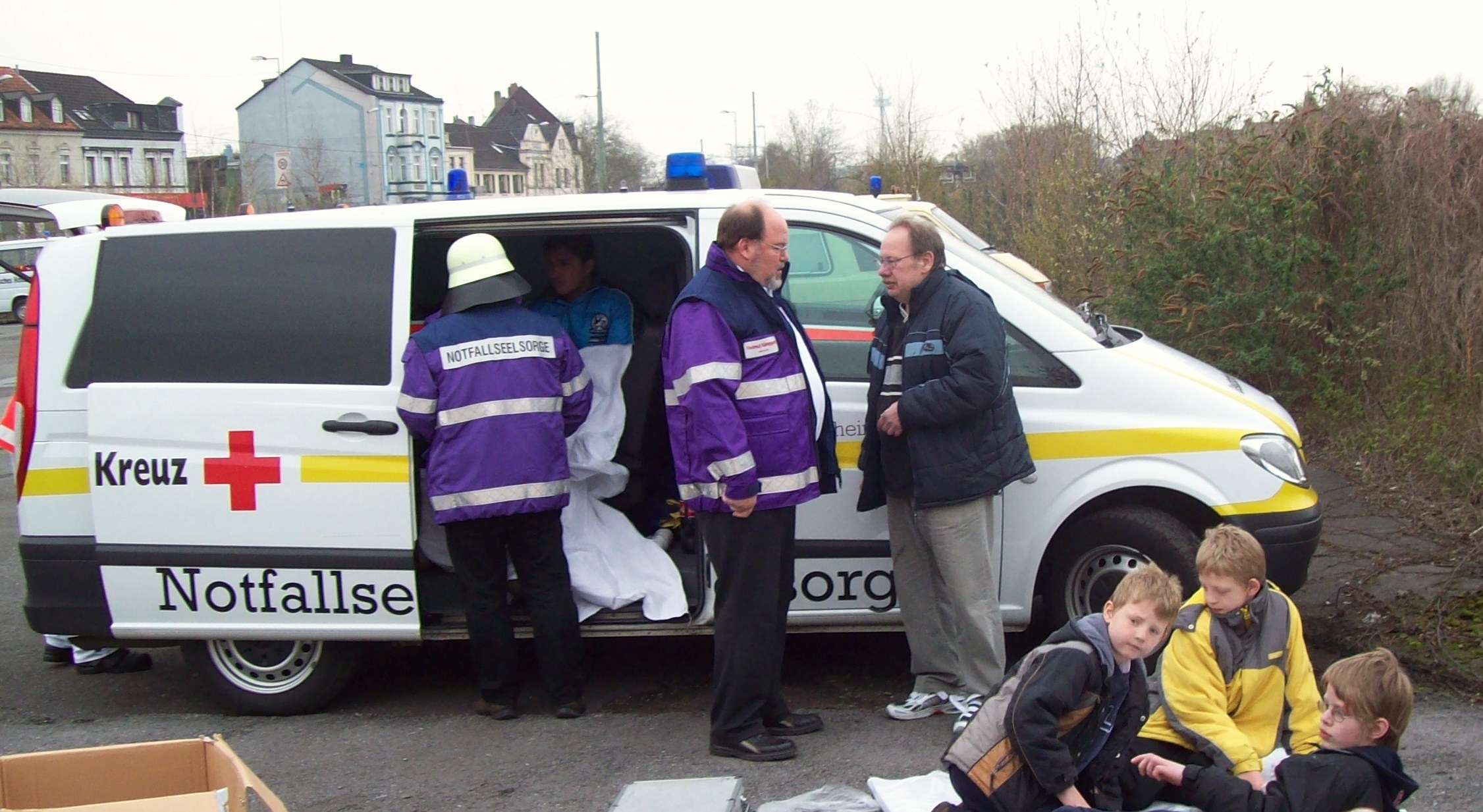
Ein Einsatzfahrzeug der Notfallseelsorge zur Krisenintervention

## Einzelbelege
1. ↑  § 35 Abs. 1 StVO
2. ↑  § 20 Abs. 5 KFG
3. ↑  Entscheidung: OGH 2 Ob 30/93. 27. Mai 1993, abgerufen am 22. Januar 2019.
4. ↑  Infoblatt für „Blaulichtfahrzeuge“. ASFINAG, Stand 4/2018 (pdf, asfinag.at, abgerufen am 11. Juni 2019).
5. ↑  § 15a Kraftfahrgesetz-Durchführungsverordnung 1967.
6. ↑   ECE-Regelung 65 (Memento vom 15. Mai 2012 im Internet Archive) (PDF; 779 kB)
7. ↑  Entscheide der unabhängigen Verwaltungssenate vom 14. Oktober 2010, abgerufen am 8. September 2014.